# Сремски пролом
Сремският пролом е пролом на река Тунджа в Южна България, между северната част на планината Сакар на запад и Дервентските възвишения на изток в Община Тополовград, област Хасково.
Проломът е с дължина около 8 km, а средната му надморската височина е около 91 m. Той е тесен, живописен и със стръмни и скалисти склонове, всечен в ларамийски гранити. Образуван е през неоген-кватернера от ерозионната дейност на река Тунджа.
Започва на около 2 km южно от село Княжево, на 98 m н.в. и се насочва на юг. След около 4 km е средата му и тук надморската височина е 91 m. След това реката прави голяма, отворена на север дъга, а после рязко завива на юг и излиза от пролома западно от село Срем, на 82 m н.в. По цялото протежение на пролома, по неговия десен долинен склон преминава участък от 8,2 km от третокласния Републикански път III-761 Княжево – Устрем – Маточина (от km 2 до km 10,2).

## Топографска карта
- Лист от карта K-35-65. Мащаб: 1 : 100 000.
- Лист от карта K-35-66. Мащаб: 1 : 100 000.